# Precyklace
Precyklace je technika redukce odpadu předcházením jeho vzniku. Podle americké Agentury pro ochranu životního prostředí (EPA) jde o vhodnou metodu nakládání s odpady, neboť omezuje objem vytvářeného odpadu přímo u zdroje. Podle EPA lze precyklaci charakterizovat také jako rozhodovací proces, neboť spotřebitel provádí při výběru mezi výrobky informované rozhodnutí o míře odpadu, který bude zvolením daného výrobku vyprodukován. U výrobků tak lze posuzovat, zda je znovupoužitelný, odolný či opravitelný, zda je vyroben z obnovitelných či neobnovitelných surovin, zda není zabalen ve zbytečně mnoha obalech (tzv. overpackaging) a zda lze jeho obal dále využít.